# Sungai Keranji
Sungai Keranji is een bestuurslaag in het regentschap Kuantan Singingi van de provincie Riau, Indonesië. Sungai Keranji telt 2383 inwoners (volkstelling 2010).